# Točník – Kapucín
Točník – Kapucín je přírodní rezervace ve správních územích obcí Horní Jiřetín a Nová Ves v Horách v okrese Most v Ústeckém kraji. Nachází se v Krušných horách na úbočích a vrcholových partiích vrchů Kapucín a Točník. Vyhlášena byla k ochraně přírodě blízkých porostů bučin s výskytem vzácných druhů obratlovců a hmyzu.

## Historie
Krušnohorské lesy byly intenzivně těženy od dvanáctého století. Během novověku došlo rozšířením borovice, modřínu a jedle ke změně druhové skladby na úkor původních listnatých dřevin. V osmdesátých letech dvacátého století byla většina porostů zatížena imisemi, v jejichž důsledku odumřely jedle bělokoré a velké plochy smrkových porostů. Nahradily je zejména výsadby smrku pichlavého, modřínu opadavého a v menší míře břízy bělokoré a jeřábu ptačího. Porosty náhradních dřevin rostou zejména ve vrcholových partiích Točníku a Kapucínu. Na svazích se relativně dobře zachovaly bukové porosty, z nichž některé jsou starší více než 200 let.
Chráněné území vyhlásil Krajský úřad Ústeckého kraje kraje v kategorii přírodní rezervace s účinností od 5. června 2024.

## Přírodní poměry

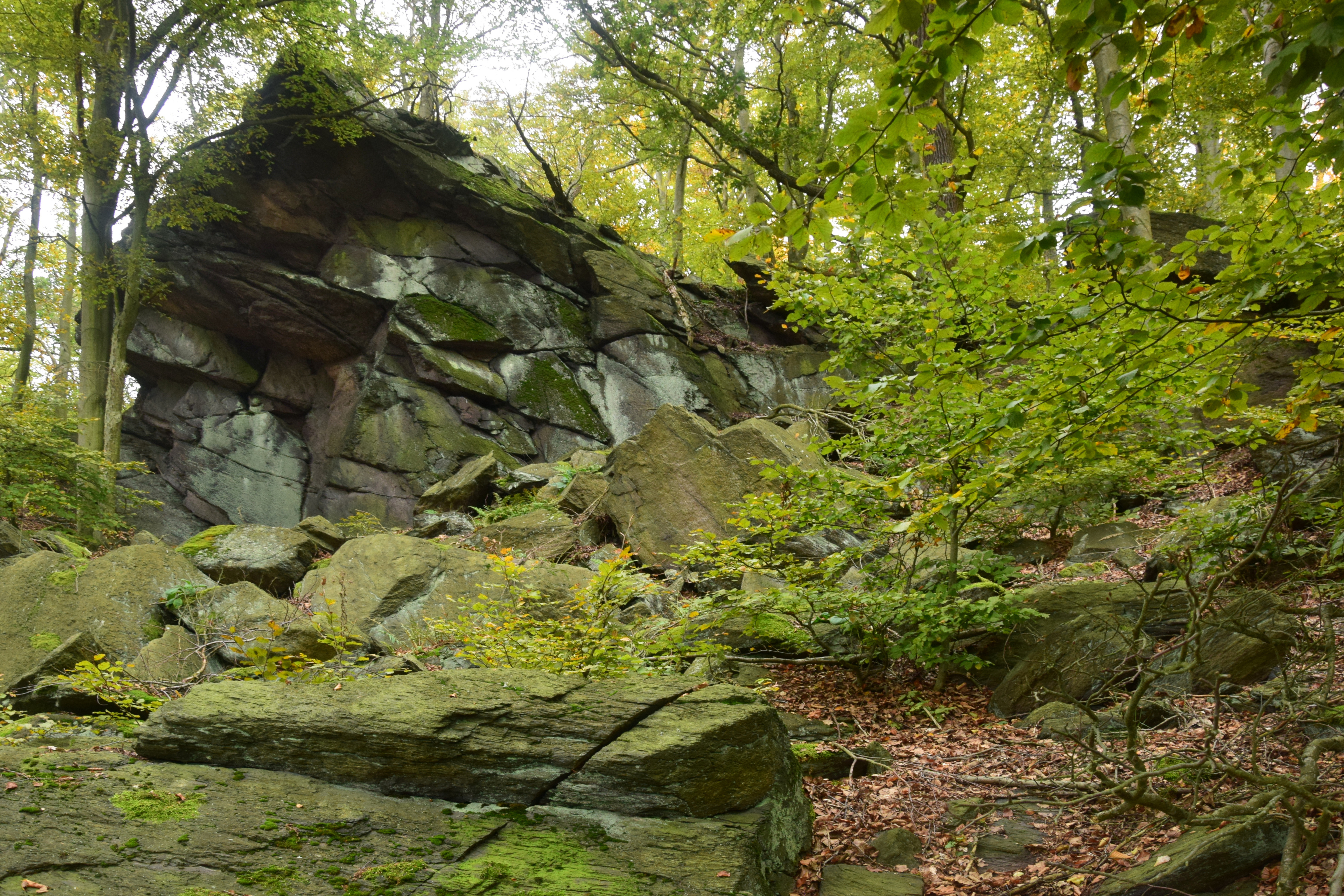
Skalní útvar u jihovýchodního okraje rezervace

Přírodní rezervace s rozlohou 260,04 hektarů leží v Krušných horách v katastrálních územích Černice u Horního Jiřetína a Mikulovice v Krušných horách. Nachází se v nadmořské výšce 520–743 metrů. Část s rozlohou 0,35 hektaru je součástí evropsky významné lokality Východní Krušnohoří.

### Abiotické poměry
Geologické podloží tvoří horniny krušnohorsko-smrčinského krystalinika, zejména ruly, které místy vystupují na povrch a vytváří četné skalní útvary. Na vrcholu Kapucínu se nachází výchoz hrubozrnné plástevnaté muskovit-biotitické ortoruly s hrubozrnnou okatou muskovit-biotitickou ortorulou v podloží. V plástevnaté ortorule jsou patrné vrásy s decimetrovými až metrovými amplitudami.
V geomorfologickém členění Česka přírodní rezervace leží v Krušných horách, v jejich podcelku Loučenská hornatina a okrsku Novoveská hornatina. Z půdních typů převládají kryptopodzoly a kambizemě dystrické. Území letí v povodí Bíliny a vodu z něj území odvádějí Černický a Jiřetínský potok. V rámci Quittovy klasifikace podnebí se přírodní památka nachází na rozhraní mírně teplé oblasti MT4 a chladných oblastí CH6 a CH7. Teplejší jsou k východu orientovaná úbočí, k chladnějším oblastem patří závěry údolí potoků.

### Flóra

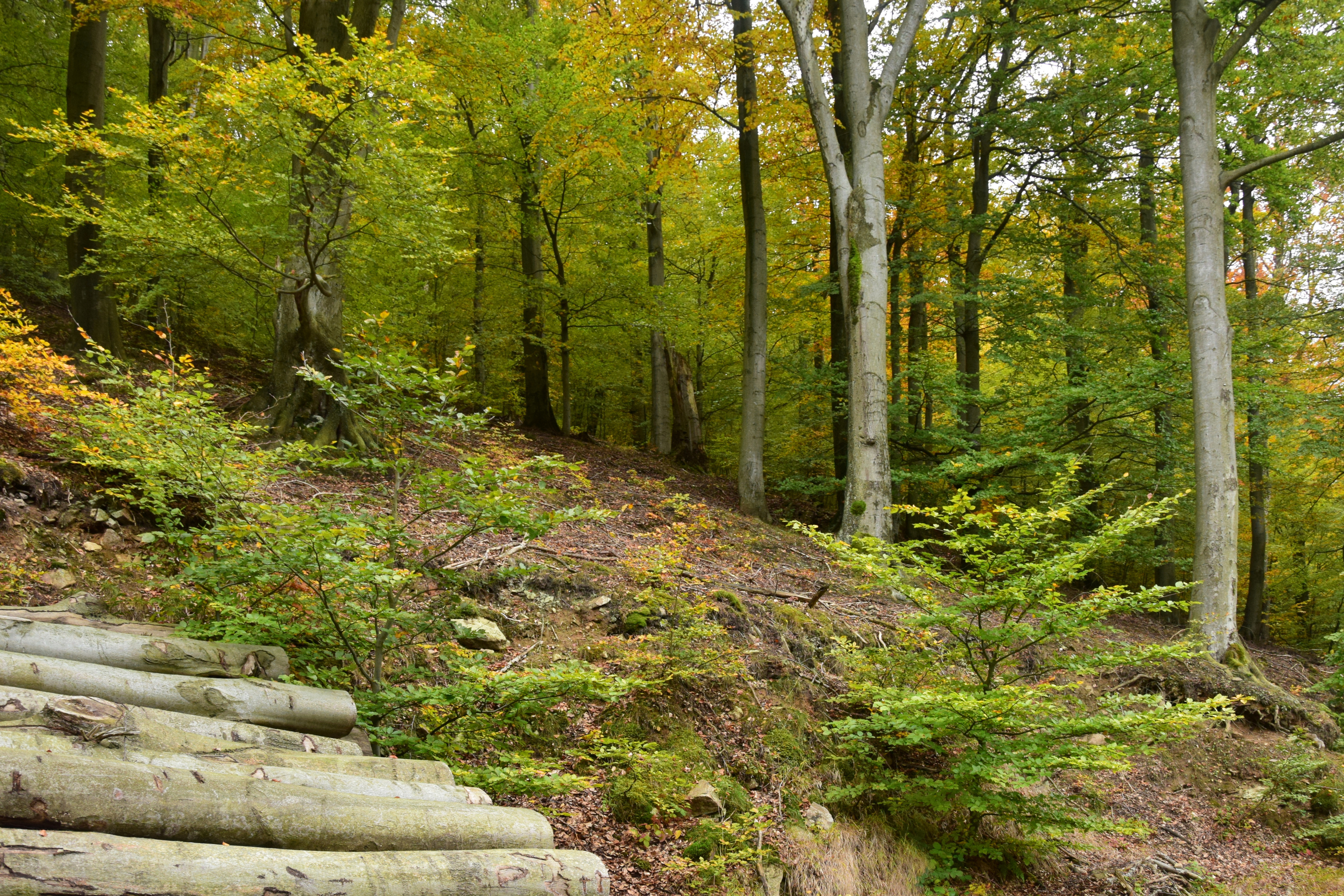
Severovýchodní okraj rezervace

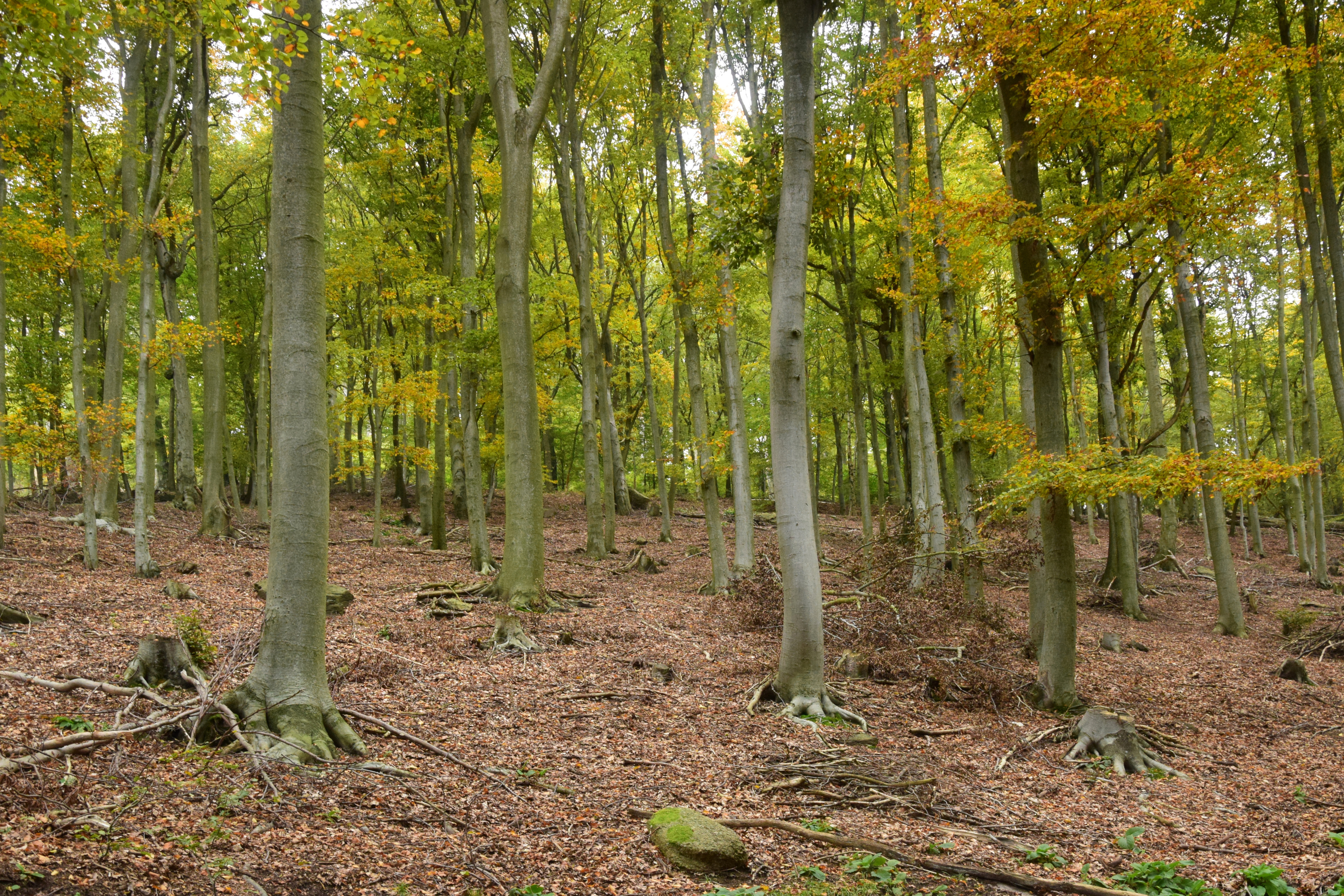
Acidofilní bučina na jižním okraji rezervace

V listnatých porostech převládá buk lesní (Fagus sylvatica) s příměsí dalších listnáčů, především jasanu ztepilého (Fraxinus excelsior), javoru klenu (Acer pseudoplatanus), habru obecného (Carpinus betulus) a dubu zimního (Quercus petraea). Pro převládající acidofilní bučiny je typické málo vyvinuté keřové a bylinné patro, které místy zcela chybí.

### Fauna
Ve starých stromech s dutinami byli v rezervaci nalezeni zástupci kriticky ohrožených druhů kovaříka Crepidophorus mutilatus a kovaříka fialového (Limoniscus violaceus). Kromě nich na území žije silně ohrožený kovařík rezavý (Elater ferrugineus) a zranitelný kovařík Ischnodes sanguinicollis. Trouchnivějící dutiny ve starých stojících stromech osidluje páchník hnědý (Osmoderma barnabita).
Kromě hmyzu bylo v rezervaci zaznamenáno několik chráněných druhů obratlovců. Patří k nim veverka obecná (Sciurus vulgaris) a několik druhů ptáků: jestřáb lesní (Accipiter gentilis), holub doupňák (Columba oenas), krkavec velký (Corvus corax), lejsek malý (Ficedula parva), lejsek šedý (Muscicapa striata) a žluna šedá (Picus canus).

## Ochrana přírody
Předmětem ochrany jsou suťové lesy (1 % rozlohy), květnaté bučiny (1 % rozlohy) a acidofilní bučiny (55 % rozlohy). Přirozenou i umělou obnovu lesních porostů limitují vysoké stavy zvěře (jelen, srnec, daněk, muflon a prase divoké). V rámci honitby Jedlák je v rezervaci několik krmelišť, v jejichž okolí se rozšiřuje ruderální vegetace, např. kopřiva dvoudomá (Urtica dioica). Součástí předmětu ochrany je několik druhů kovaříků, páchník hnědý, holub doupňák, žluna šedá a lejsek malý. Cílem ochrany je zachování biotopů suťových lesů a květnatých bučin. V acidofilních bučinách by mělo dojít ke zvýšení objemu mrtvého a umírajícího dřeva, a tím k zachování podmínek pro výskyt na něj vázaných druhů hmyzu.

## Přístup
Chráněným územím nevede žádná turisticky značená trasa. Podél jeho východní hranice vede zpevněná cesta, u níž je na území rezervace zřízeno paraglidingové startovací místo.